# Madascincus
Genre
Madascincus est un genre de sauriens de la famille des Scincidae.

## Répartition
Les espèces de ce genre sont endémiques de Madagascar.

## Liste des espèces
Selon The Reptile Database (12 juin 2017) :
- Madascincus ankodabensis (Angel, 1930)
- Madascincus arenicola Miralles, Köhler, Glaw & Vences, 2011
- Madascincus igneocaudatus (Grandidier, 1867)
- Madascincus macrolepis (Boulenger, 1888)
- Madascincus melanopleura (Günther, 1877)
- Madascincus miafina Miralles, Köhler, Glaw & Vences, 2016
- Madascincus minutus (Raxworthy & Nussbaum, 1993)
- Madascincus mouroundavae (Grandidier, 1872)
- Madascincus nanus (Andreone & Greer, 2002)
- Madascincus polleni (Grandidier, 1869)
- Madascincus pyrurus Miralles, Köhler, Glaw & Vences, 2016
- Madascincus stumpffi (Boettger, 1882)

## Publication originale
- Brygoo, 1982 : Systématique des lézards scincides de la région malgache. IX. Nouvelles unités taxinomiques pour les Scelotes s.l. Bulletin du Muséum National d'Histoire Naturelle Section A Zoologie Biologie et Écologie Animales, sér. 4, vol. 3, no 4, p. 1193-1204.